# مایکل اشمولر
مایکل اشمولر (به پرتغالی: Michel Vendelino Schmöller) هافبک اهل برزیل است که در شهر São Jorge d'Oeste، پارانا، برزیل و در تاریخ ۱۱ نوامبر ۱۹۸۷ به دنیا آمده‌است.
مایکل اشمولر در تیم‌های فوتبال Figueirense سابقهٔ حضور دارد.